# Erebia thianschanica
Erebia thianschanica är en fjärilsart som beskrevs av Rühl 1894. Erebia thianschanica ingår i släktet Erebia och familjen praktfjärilar. Inga underarter finns listade i Catalogue of Life.